# Mahou-San Miguel
Grupo Mahou-San Miguel ist eine spanische Bierbrauerei mit Hauptsitz in Madrid (Spanien).

## Geschichte

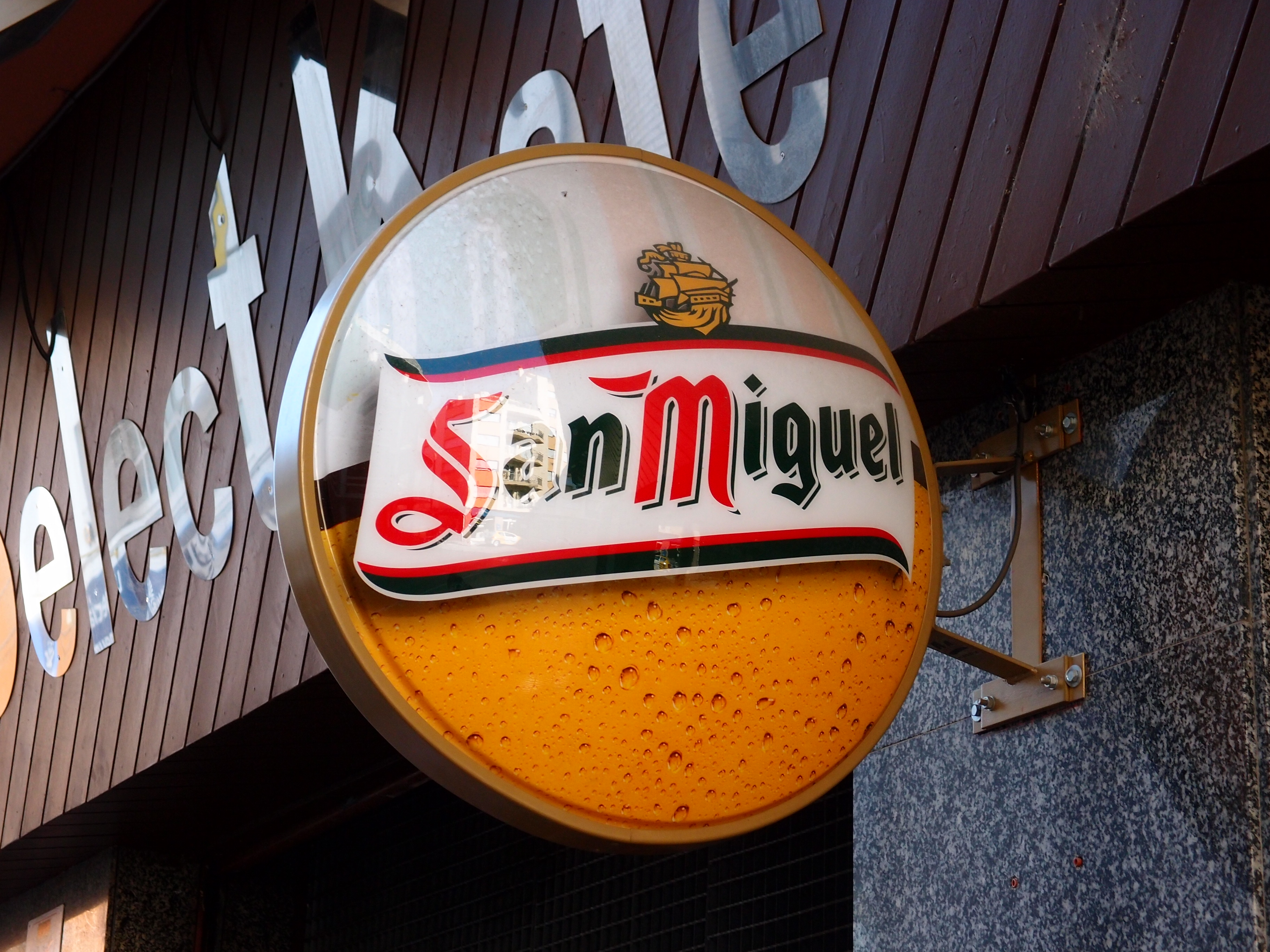
San Miguel Werbeschild

Das Unternehmen Mahou-San Miguel entstand im Jahr 2000 aus dem Zusammenschluss zweier spanischer Brauereien.
Im Jahr 1890 wurde in Madrid die Brauerei Mahou als Hijos de Casimiro Mahou von den Kindern eines lothringischen Unternehmers gegründet. Im selben Jahr wurde in der philippinischen Hauptstadt Manila (bis 1898 spanisch) im Ortsteil San Miguel eine Brauerei gegründet und nach diesem benannt.
Die 1946 ursprünglich als Tochtergesellschaft der philippinischen San Miguel in Lérida gegründete spanische Brauerei und die ehemalige Muttergesellschaft unterzeichneten 1953 das „Manila Agreement“. Damit erhielt das spanische Unternehmen, das unter La Segarra, S.A. firmierte, das Recht, den Markennamen „San Miguel“ in Spanien zu benutzen. 1957 benannte sich das Unternehmen um in San Miguel, Fábricas de Cerveza y Malta, S.A. 1966 erfolgte mit der Eröffnung einer zweiten Brauerei in Málaga und ab 1970 einer dritten Braustätte in Burgos eine erhebliche Erweiterung der Marktstellung.
Im November 2000 fusionierten die spanische San Miguel und die Großbrauerei Mahou zur Firmengruppe Mahou-San Miguel. Mahou-San Miguel ist heute in mehr als 70 Ländern vertreten.
2014 vereinbarten die philippinische San Miguel Corporation und Mahou-San Miguel, die Marke „San Miguel“ international gemeinsam zu fördern.

## Bier-Marken
Mahou-San Miguel vermarktet Biere u. a. unter den folgenden Marken:
- Mahou Clásica
- Mahou Cinco Estrellas
- San Miguel Especial
- Alhambra Tradicional
- Reina
- La Salve
- Founders
- Nómada